# Intensity (videogioco)
Intensity è un videogioco d'azione ambientato sulla superficie di una futuristica stazione spaziale, pubblicato nel 1988 per Commodore 64 e ZX Spectrum dalla Firebird. Venne sviluppato dalla britannica Graftgold, i cui fondatori Andrew Braybrook e Steve Turner programmarono rispettivamente la versione Commodore e la successiva conversione per Spectrum. Lo stile grafico "a bassorilievo" richiama quello di altri successi di Braybrook come Paradroid.

## Modalità di gioco
Scopo del gioco è evacuare una stazione spaziale terrestre che è sotto attacco da parte di creature mutanti. Ogni livello corrisponde a una parte della stazione, che ha l'aspetto di una piattaforma vista dall'alto con schermata fissa. Ogni piattaforma ha forma diversa, può avere anche buchi o essere composta da più parti scollegate, e presenta varie strutture sulla sua superficie, tra cui dei condotti dai quali emergono i coloni che devono essere evacuati.
Il giocatore controlla un veicolo chiamato skimmer che può volare in tutte le direzioni sopra la stazione e atterrare sulle zone piatte.
I coloni vanno fatti salire su un veicolo drone di salvataggio, che il giocatore può controllare indirettamente: facendo atterrare lo skimmer, il drone si sposta e atterra automaticamente nel punto in cui è atterrato lo skimmer. Bisogna però ripartire subito con lo skimmer, perché i due veicoli possono scontrarsi tra loro e distruggersi.
I coloni si muovono autonomamente camminando sulla piattaforma, cercando di raggiungere il drone, ma non possono saltare gli ostacoli e hanno una riserva di ossigeno limitata. Quando il numero di coloni minimo richiesto è stato raccolto, si può guidare il drone a una piazzola di lancio per terminare il livello.
Sia gli skimmer sia i droni sono limitati, e la partita termina se si esauriscono le scorte di uno qualsiasi dei due.
I nemici volano sopra la piattaforma in diverse forme dall'aspetto geometrico, la maggior parte delle quali si possono eliminare semplicemente andandogli addosso. Inizialmente compaiono le spore che sono innocue, ma se riescono ad atterrare si trasformano in stalker. Questi saltellano sulla piattaforma danneggiandola, e se raggiungono un colono lo trasformano in nuclon, una palla di fuoco in grado di distruggere il drone. Inoltre gli stalker si possono trasformare, tramite una fase di bozzolo, in tracker, che sono in grado di distruggere entrambe le navicelle toccandole.
Per ogni colono raccolto, un bonus sotto forma di grossa "R" (risorse) appare e fluttua sulla piattaforma. Al termine di ogni livello, le risorse raccolte si possono usare per acquistare nuovi modelli di skimmer o di drone. Ce ne sono di tre tipi ciascuno, variabili per velocità, altezza di volo (i veicoli che volano più basso possono sbattere contro alcune delle strutture della stazione), e tempo necessario per costruirlo.
L'intera stazione è formata da 5 file di 16 livelli ciascuna, e la difficoltà, oltre ad aumentare con il livello, varia cambiando fila. Al termine di ogni livello viene mostrata una mappa degli 80 livelli, e il passaggio al successivo della fila o a un'altra fila adiacente dipende da quanti coloni sono stati salvati.